# Клёнов, Сергей Николаевич
Серге́й Никола́евич Клёнов (род. 11 июня 1967) — советский легкоатлет, специалист по бегу на короткие дистанции. Выступал на всесоюзном уровне в 1980-х годах, обладатель бронзовой медали Игр доброй воли, бронзовый призёр чемпионата Европы среди юниоров, серебряный призёр Спартакиады народов СССР, победитель и призёр первенств всесоюзного значения. Представлял Ленинград и физкультурно-спортивное общество «Динамо».

## Биография
Сергей Клёнов родился 11 июня 1967 года. Занимался лёгкой атлетикой в Ленинграде, выступал за всесоюзное физкультурно-спортивное общество «Динамо».
Первого серьёзного успеха на международном уровне добился в сезоне 1985 года, когда в составе советской сборной на соревнованиях в румынском Питешти одержал победу в беге на 100 метров и стал серебряным призёром в беге на 200 метров. Принимал участие в юниорском европейском первенстве в Котбусе — в дисциплине 200 метров финишировал в финале седьмым, тогда как в программе эстафеты 4 × 100 метров вместе с соотечественниками Виталием Савиным, Виктором Ивановым и Дмитрием Донцовым завоевал бронзовую награду, уступив лишь командам из Великобритании и Польши.
В 1986 году среди прочего победил на 200-метровой дистанции на домашнем старте в Ленинграде. Благодаря череде удачных выступлений удостоился права защищать честь страны на Играх доброй воли в Москве — в эстафете 4 × 100 метров совместно с Александром Кутеповым, Романом Осипенко и Дмитрием Бартеневым стал бронзовым призёром. Позднее отметился выступлением на юниорском мировом первенстве в Афинах — в беге на 200 метров дошёл до стадии четвертьфиналов, тогда как в эстафете 4 × 100 метров в ходе предварительного квалификационного этапа их команду дисквалифицировали. Также в этом сезоне участвовал в молодёжной IX летней Спартакиаде народов СССР в Ташкенте, где с ленинградской командой получил серебро в эстафете 4 × 100 метров.
В 1987 году выиграл бег на 100 метров на домашнем турнире в Ленинграде.
В 1988 году завоевал золотые медали на дистанциях 100 и 200 метров на соревнованиях в Сочи и Ленинграде, установив при этом свои личные рекорды в данных дисциплинах — 10,33 и 20,91 соответственно.